# ويليام أ. ماسي
ويليام أ. ماسي (بالإنجليزية: William A. Massey)‏ هو رياضياتي أمريكي، ولد في 1956 في سانت لويس في الولايات المتحدة.